# Alexander Gerschenkron
Alexander Gerschenkron (ur. 1904 w Odessie, zm. 1978 w Cambridge) – historyk gospodarki.

## Życiorys
Urodził się w Odessie. Rosję opuścił z rodziną w 1920. Studiował w Austrii. Doktorat w Wiedniu w 1928. W 1938 wyemigrował do Stanów Zjednoczonych, gdzie w 1948 został profesorem Uniwersytetu Harvarda.
Główną zasługą Gerschenkrona było stworzenie modelu spóźnionego rozwoju gospodarczego i koncepcja zacofania. Uważał, że kraje można uszeregować według stopnia ich zacofania. Ich rozwój ma inny przebieg (pogląd ten różni się zwłaszcza od poglądów Karla Marxa dotyczących akumulacji kapitału). W warunkach względnego zacofania możliwy jest bowiem skok (gwałtowne przyspieszenie rozwoju). Im późniejszy proces uprzemysłowienia, tym większą rolę odgrywają czynniki instytucjonalne (większa jest rola państwa i innych instytucji, takich np. jak banki inwestycyjne). Swoją koncepcję Gerschenkron ilustrował analizami rozwoju krajów europejskich w XIX w. Francji, Włoch, Bułgarii, Austrii oraz Rosji. Tezy Gerschekrona ilustruje też przykład rządów cesarza Meiji w Japonii. Specjalizował się także w sowietologii. Był odkrywcą tzw. efektu Gerschenkrona.

## Ważniejsze publikacje
- Bread and Democracy in Germany, 1943
- Economic Relations with the USSR, 1945
- Economic Backwardness in Historical Perspective, 1962
- Continuity in History and Other Essays, 1968
- Europe in the Russian Mirror, 1970
- An Economic Spurt that Failed, 1977